# Pascal Eenkhoorn
Pascal Eenkhoorn (ur. 8 lutego 1997 w Genemuiden) – holenderski kolarz szosowy.

## Osiągnięcia
Opracowano na podstawie:

2014
- 3. miejsce w Grand Prix Bati-Metallo
- 1. miejsce w klasyfikacji górskiej Wyścigu Pokoju Juniorów
- 2. miejsce w mistrzostwach Holandii juniorów (jazda indywidualna na czas)
- 2. miejsce w Aubel-Thimister-La Gleize
  - 1. miejsce w klasyfikacji młodzieżowej

2015
- 1. miejsce w GP André Noyelle
- 1. miejsce w Bernaudeau Junior
- 2. miejsce w Paryż-Roubaix juniorów
- 2. miejsce w mistrzostwach Holandii juniorów (start wspólny)
- 2. miejsce w mistrzostwach Holandii juniorów (jazda indywidualna na czas)

2016
- 1. miejsce w klasyfikacji młodzieżowej Tour de Berlin
- 2. miejsce w mistrzostwach Holandii U23 (jazda indywidualna na czas)

2017
- 1. miejsce w klasyfikacji młodzieżowej Tour de Normandie
- 2. miejsce w Alpes Isère Tour
  - 1. miejsce w klasyfikacji młodzieżowej
- 2. miejsce w mistrzostwach Holandii U23 (jazda indywidualna na czas)
- 1. miejsce w Olympia’s Tour
  - 1. miejsce w klasyfikacji młodzieżowej
  - 1. miejsce w prologu

2018
- 1. miejsce na etapie 1a Settimana Internazionale di Coppi e Bartali
- 3. miejsce w Hammer Limburg (drużynowo)
- 1. miejsce na 3. etapie Colorado Classic
- 1. miejsce na 5. etapie Tour of Britain (jazda drużynowa na czas)

2019
- 1. miejsce w Hammer Stavanger (drużynowo)
  - 1. miejsce na 1. etapie (drużynowo)

2020
- 1. miejsce na 4. etapie Settimana Internazionale di Coppi e Bartali

2021
- 1. miejsce w Heistse Pijl

2022
- 1. miejsce w mistrzostwach Holandii (start wspólny)

2023
- 3. miejsce w Volta Limburg Classic
- 1. miejsce w klasyfikacji górskiej Tour de Suisse

## Rankingi
| Rok              | 2016  | 2017 | 2018 | 2019 | 2020 | 2021 | 2022 | 2023 | 2024 |
| ---------------- | ----- | ---- | ---- | ---- | ---- | ---- | ---- | ---- | ---- |
| UCI World Tour   | -     | -    | 392. |      |      |      |      |      |      |
| World Ranking    | 1911. | 823. | 542. | 632. | 243. | 241. | 446. | 246. | 469. |
| UCI Europe Tour  | 1271. | 542. | 434. | 474. | 201. | 206. | 354. | -    | -    |
| UCI Asia Tour    | -     | -    | 490. |      |      |      |      |      |      |
| UCI America Tour | -     | -    | 201. |      |      |      |      |      |      |
|                  |       |      |      |      |      |      |      |      |      |
| Źródło: UCI      |       |      |      |      |      |      |      |      |      |